# 拉米羅二世 (阿拉貢)

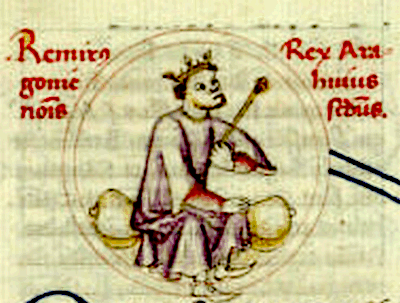
阿拉貢的拉米羅二世

拉米羅二世（Ramiro II，1086年4月24日—1157年8月16日），又名拉米羅·桑切斯，稱號為“修道士”，亞拉岡國王（1134年－1157年）。拉米羅二世是桑喬一世與第二任妻子魯西的費利西亞的幼子、佩德羅一世的異母弟、阿方索一世的同母弟。

## 生平
拉米羅自幼被父親桑喬一世送到本篤會的聖蓬德托米耶爾修道院。其後成為一位受人尊敬的修道士，並在薩阿貢及韋斯卡的修道院擔當修道院長。其兄阿方索一世為了限制拉米羅在國內的影響力，因此阻止拉米羅競選布爾戈斯潘普洛納暨圖德納主教。
1134年，無嗣的兄長阿方索一世逝世，拉米羅剛剛當選成為巴瓦斯特羅-蒙松主教，並成為王位繼承人選之一，其他候選人包括阿方索一世的繼子阿方索七世（因為是其他國家的君主而得不到支持）及納瓦拉貴族支持的佩德羅·德·阿塔雷斯（拉米羅一世的私生子里瓦哥薩伯爵桑喬·拉米利斯的孫兒）。在博爾哈舉行議會解決繼承人問題，最終因一個誤會讓佩德羅被他的支持者離棄，但是納瓦拉貴族不肯支持為亞拉岡貴族所支持的拉米羅，因此國家被迫分裂，在納瓦拉，加西亞·拉米雷斯（加西亞·桑切斯三世的私生子溫卡斯提歐領主桑喬·加爾塞斯的孫子）被選中為納瓦拉國王，他是納瓦拉前皇室的後人及受阿方索七世的保護，而亞拉岡貴族則選擇拉米羅，他只好暫停了在修道院的誓言並成為亞拉岡國王，是為“拉米羅二世”。
拉米羅二世的統治是眾所週知的動蕩。在他的統治開始時，他與貴族之間出現問題，貴族本來期望他會溫順，容易令他們的願望實現，但是其後發現拉米羅二世是非常強硬的。為了誕下繼承人，拉米羅二世與阿基坦公爵威廉九世的女兒阿基坦的阿格尼絲結婚。妻子結婚後不久便誕下了女兒佩德羅尼拉，佩德羅尼拉於一歲時便與巴塞羅那伯爵拉蒙·貝倫格爾四世訂婚。1137年8月11日在巴爾瓦斯特羅簽署的結婚協議使佩德羅尼拉成為亞拉岡王位的繼承人，如果她死亡時並無子女，會將王位傳給拉蒙·貝倫格爾四世與其他妻子擁有的任何孩子。拉蒙·貝倫格爾四世接納拉米羅二世為“國王，主人及父親”，並“放棄自己的家族名稱－巴塞羅那家族”以成全亞拉岡王室與巴塞羅那伯國聯合在王國。這個聯盟創造了亞拉岡王權，又譯作亞拉岡聯合王國，將以前內陸亞拉岡王國在喪失納瓦拉之後的地域，提供一個窗口通向西地中海。
拉米羅二世在即位後至他的女兒訂婚這段短時間，已經平定了一次貴族的叛亂，並且因此知道自己不是一位精於戰事的國王，他於1137年11月13日將王室的權力傳給他的女婿拉蒙·貝倫格爾四世，令拉蒙·貝倫格爾四世成為“亞拉岡親王”及王國軍隊的首長。拉米羅二世亦從未正式辭去皇室權力，他繼續使用皇家稱號，並注意王國的內務，他只是退出世俗生活，返回韋斯卡的聖佩德羅修道院。他後來以著名和熾熱的傳奇“韋斯卡之鐘”而聞名。拉米羅二世於1157年8月16日在聖佩德羅修道院死亡，然後皇位正式傳給他的女兒佩德羅尼拉。